# 자리군
자리군(資利君, 생몰년 미상)은 고려(高麗)의 태자(太子)이자 태조(太祖)와 성무부인(聖茂夫人)의 4남이다. 성은 왕(王)이나 이름은 전해지지 않는다. 

## 생애
태조 왕건과 성무부인의 4남이다.  자리군의 어머니 성무부인은 평주 박씨 출신으로, 황해도 평주(현재의 황해북도 평산군)의 호족이자 개국공신 박지윤의 딸이다. 역시 개국공신인 박수문, 박수경은 자리군의 외삼촌이 된다.
《고려사》에는 자리군의 일생에 대해 그 이름이 실전되었고 일찍 죽어 후손을 남기지 못했다고 기록되어 있다. 또 자리군의 군호인 "자리(資利)"는 막내아들(季子)의 방언이라고 기록된 것으로 보아, 자리군이 태조의 25남 중 막내아들인 것으로 보인다.

## 가족 관계
- 조부 : 세조(世祖, ?~897년)
- 조모 : 위숙왕후(威肅王后, 생몰년 미상)
  - 아버지 : 고려 제1대 왕 태조(太祖, 877년~943년, 재위:918년~943년)
- 외조부 : 박지윤(朴遲胤, 생몰년 미상)
  - 어머니 : 성무부인 박씨(聖茂夫人 朴氏, 생몰년 미상)
    - 형 : 효제태자(孝悌太子, 생몰년 미상)
    - 형 : 효명태자(孝明太子, 생몰년 미상)
    - 형 : 법등군(法登君, 생몰년 미상)
    - 남매 : 부인 박씨(夫人 王氏, 생몰년 미상) - 경순왕과 혼인[3]

  - 외삼촌 : 박수문(朴守文, 생몰년 미상)
  - 외삼촌 : 박수경(朴守卿, ? ~964년)